# La Femme invisible (film, 1940)
Pour les articles homonymes, voir La Femme invisible.
Pour plus de détails, voir Fiche technique et Distribution.
La Femme invisible (The Invisible Woman) est un film américain réalisé par A. Edward Sutherland, sorti en 1940. Bien qu'il fasse partie de la série des Universal Monsters ce troisième film sur le thème de l'invisibilité n'a aucun lien scénaristique avec les 2 films sortis précédemment L'Homme invisible et Le Retour de l'homme invisible. D'ailleurs c'est le seul film où l'on ne trouve aucun personnage du nom de Griffin. Contrairement aux autres films de la série, celui-ci est une comédie légère sans aucune violence. Les 2 films qui sortiront après celui-ci L'Agent invisible contre la Gestapo et La Vengeance de l'homme invisible retrouveront une trame plus proche des premiers films avec le retour d'un membre de la famille Griffin.

## Synopsis
Le farfelu Professeur Gibbs invente une machine qui rend invisible. Il cherche un cobaye et trouve Kitty Carroll, une jolie mannequin, qui pense que devenir invisible l'aidera dans la vie. Les complications arrivent lorsque trois bandits volent la machine pour l'utiliser contre leur boss. Mais leur butin sera bien difficile à préserver face à la détermination de la femme Invisible.

## Fiche technique
- Titre français : La Femme invisible
- Titre original : The Invisible Woman
- Réalisation : A. Edward Sutherland
- Scénario : Curt Siodmak
- Montage : Frank Gross
- Production : Burt Kelly
- Société de production : Universal Pictures
- Distribution :  États-Unis : Universal Pictures
- Budget :
- Pays de production :  États-Unis
- Langue : anglais
- Format : Noir et blanc - Son : Monophonique (Western Electric Recording) - 1,37:1 - Format 35 mm
- Genre : Film d'horreur
- Durée : 72 minutes
- Dates de sortie : 
  - États-Unis : 27 décembre 1940
  - France : 14 janvier 1948

## Distribution
- Virginia Bruce : Kitty Carroll
- John Barrymore : Professor Gibbs
- John Howard :  Richard Russell
- Charles Ruggles : Charlie Ruggles
- Oskar Homolka : Blackie
- Edward Brophy : Bill
- Donald MacBride : Foghorn
- Margaret Hamilton : Mrs. Jackson
- Shemp Howard : Frankie

## Autour du film

### Série de films
- L'Homme invisible  (1933)
- Le Retour de l'homme invisible
- L'Agent invisible contre la Gestapo
- La Vengeance de l'homme invisible